# Velas Sudamérica 2010

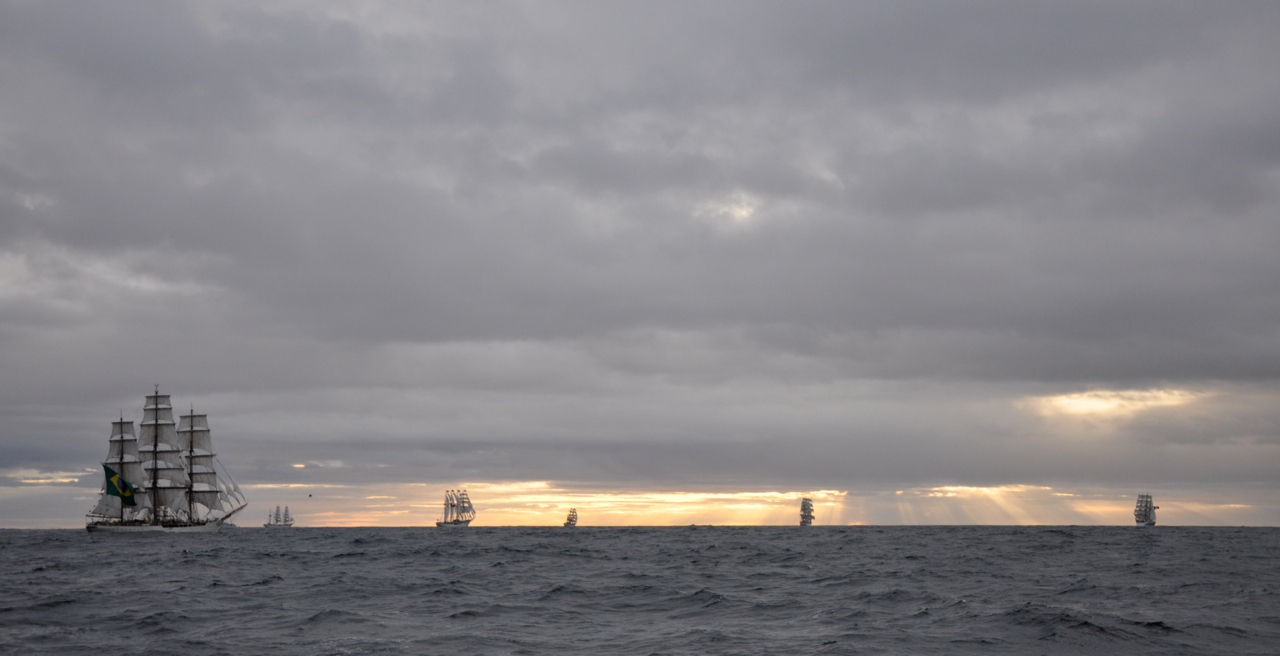
La flotte des Velas Sudamérica 2010 double le cap Horn et se dirige vers l'est.

Les Velas Sudamérica 2010 ou la Regata Bicentenario Velas Sudamérica 2010 est un rassemblement de grands voiliers organisé par les marines argentine et chilienne afin de commémorer le bicentenaire de l'indépendance de plusieurs pays sud-américains.
Le rassemblement consiste à effectuer le tour du continent sud-américain durant près de 5 mois soit 15 000 milles et la visite de 13 ports. Il a débuté le 7 février 2010 à Rio de Janeiro, pour descendre l'Atlantique Sud, et doubler le cap Horn (ou emprunter le détroit de Magellan pour certains voiliers), puis remonter le Pacifique et atteindre et traverser le canal de Panama et se terminer le 28 juin à Veracruz.

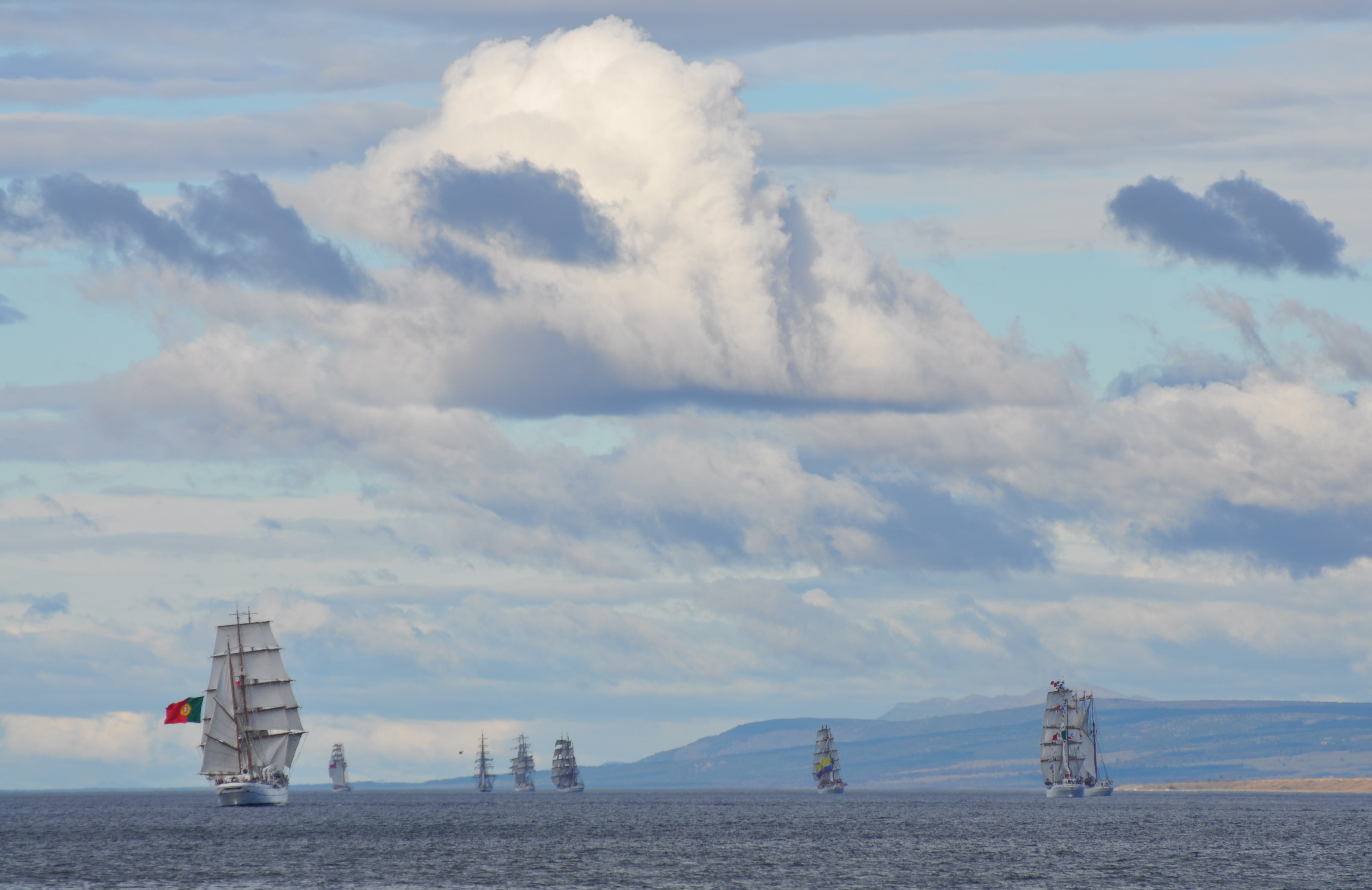
La flotte dans le détroit de Magellan s'éloignant vers le sud

## Voiliersetnavires-écolesparticipants
| Voiliers                 | Pays       | Port d'attache           |
| ------------------------ | ---------- | ------------------------ |
| ARA Libertad             | Argentine  | Buenos Aires             |
| Esmeralda                | Chili      | Valparaíso               |
| Gloria                   | Colombie   | Carthagène des Indes     |
| Guayas                   | Équateur   | Guayaquil                |
| Capitan Miranda          | Uruguay    | Montevideo               |
| Simón Bolivar            | Venezuela  | La Guaira                |
| Juan Sebastián de Elcano | Espagne    | Cádiz                    |
| Cuauhtémoc               | Mexique    | Acapulco                 |
| Sagres II                | Portugal   | Lisbonne                 |
| Cisne Branco             | Brésil     | Rio de Janeiro           |
| Europa                   | Pays-Bas   | La Haye                  |
| Xplore                   | Panama     | Panama (ville)           |
| USCGC Eagle              | États-Unis | New London (Connecticut) |